# Gastroserica brevicornis
Gastroserica brevicornis är en skalbaggsart som beskrevs av Lewis 1895. Gastroserica brevicornis ingår i släktet Gastroserica och familjen Melolonthidae. Inga underarter finns listade i Catalogue of Life.